# Rozmowa Rymanowskiego
Rozmowa Rymanowskiego – autorski program publicystyczny, prowadzony przez Bogdana Rymanowskiego na antenie telewizji TVN24.
Emisję programu rozpoczęto w poniedziałek 18 stycznia 2010. Nadawany był on na żywo w dni powszednie początkowo o godz. 21:30, a następnie o 21:00. Trwał około 20 minut. Do studia zapraszani byli politycy, artyści, eksperci w danych dziedzinach, którzy komentują bieżące wydarzenia. Zastąpił zdjęty z anteny magazyn 24 godziny. Gdy Bogdan Rymanowski przebywał na urlopie, a od września 2010 także we wszystkie piątki, program zastępowany był przez Rozmowę bardzo polityczną. 2 lutego 2012 wyemitowano ostatnie wydanie Rozmowy Rymanowskiego. Zastąpił ją poranny program Bogdana Rymanowskiego Jeden na jeden.
Najczęściej obecnym w Rozmowie Rymanowskiego gościem była Julia Pitera (29 występów).